# Окунеподобные
Окунеподобные (лат. Percoidea) — надсемейство морских лучепёрых рыб из подотряда окуневидных отряда окунеобразных.
Большинство видов обитает в прибрежных водах, пелагических видов среди них мало. Имеют хорошо развитые плавники.

## Классификация
Систематика и русские названия таксонов даны по книге Джорджа С. Нельсона «Рыбы мировой фауны» (4-е изд., 2009), вышедшей в русском переводе с некоторыми изменениями и значительными дополнениями к оригинальному изданию на английском языке (Nelson J. S. Fishes of the World. 4th ed. 2006):
- Acropomatidae — акропоматовые
- Arripidae — арриповые, или австралийские лососи
- Banjosidae — баниевые
- Bathyclupeidae — Лжесельдевые, или глубоководные сельди
- Bramidae — брамовые, или морские лещи
- Caesionidae — цезионовые
- Caristiidae — Каристовые, или каристиевые
- Centracanthidae — смаридовые
- Centrogenyidae — центрогенисовые
- Centrarchidae — центрарховые, или ушастые окуни
- Centropomidae — робаловые
- Chaetodontidae — щетинозубовые, или рыбы-бабочки, или щетинозубые
- Dichistiidae — дихистиевые
- Dinolestidae — динолестовые
- Dinopercidae — диноперковые
- Drepaneidae — дрепанеевые
- Emmelichthyidae — красноглазковые, или эммелихтиевые
- Enoplosidae — эноплосовые, или австралийские колючепёры
- Epigonidae — большеглазовые, или эпигоновые
- Gerreidae — мохарровые
- Glaucosomatidae — глаукосомовые, или жемчужные окуни
- Haemulidae — ронковые, или помадазиевые, или ворчуновые
- Inermiidae — инермиевые, или ратовые
- Kuhliidae — кулиевые
- Kyphosidae — кифозовые, или чоповые
- Lactariidae — белянковые, или лактариевые
- Latidae — латовые
- Leiognathidae — сребробрюшковые
- Leptobramidae — летобрамовые
- Lutjanidae — луциановые
- Malacanthidae — малакантовые
- Monodactylidae — монодактилевые, или рыбы-ласточки
- Mullidae — барабулевые, или султанковые
- Oplegnathidae — оплегнатовые
- Ostracoberycidae — остракобериксовые
- Parascorpididae
- Pempheridae — пемферовые
- Pentacerotidae — вепревые, или рыбы-кабаны
- Percichthyidae — лавраковые, или перцихтовые
- Percidae — окуневые
- Pecrilidae — перцилиевые
- Polynemidae — пальцепёровые
- Polyprionidae — полиприоновые
- Pomacanthidae — помакантовые, или рыбы-ангелы
- Pomatomidae — луфаревые
- Priacanthidae — Каталуфовые, или бычеглазовые
- Scombropidae — ложноскумбриевые, или скомбропсовые, или мицуевые
- Serranidae — серрановые, или каменные окуни
- Symphysanodontidae — симфизанадонтовые
- Terapontidae — терапонтовые
- Toxotidae — брызгуновые